# Virginie Arnold
Virginie Arnold (Biscarrosse, 24 dicembre 1979) è un'arciera francese.

## Palmarès
- Giochi olimpici

Pechino 2008: bronzo a squadre femminile.